# Nørre Nissum Kirke
Nørre Nissum Kirke er en af egnens største, placeret midt i sognet på en bakke 76 m over havet. Fra kirkebakken er der udsigt over Limfjorden mod nord og over hedesletten og israndslandskabet mod syd.
Også fra Vesterhavet kan kirken ses, og et tidligere spir på tårnet har kunnet bruges som sømærke ”8 mile på havet”.

## Bygningen
Kirken er en romansk kvadrerstenbygning fra slutningen af 1100-tallet. Sognenavnet nævnes første gang som Nesium i Kong Valdemars Jordebog 1231.
Til det oprindelige kor og skib er i slutningen af 1400-tallet tilføjet et våbenhus mod nord og muligvis lidt senere et tårn i vest. Tårnspiret ødelagdes ved en brand i 1666, hvorefter tårnet fik sin nuværende udformning. Bedst bevaret er kirkens nordside, hvorimod sydsiden og korgavlen er sat om og reguleret i 1895, hvorved spor af tidligere vinduer og en syddør forsvandt. Tagbeklædningen har gennem århundreder været bly, senest tækket i 1957.

### Klokker
I tårnet findes to klokker. Den ældste (1874), støbt af B. Løw, København bruges ikke længere. Klokken fra 1971 er støbt i England af John Taylor, Loughborough..

## Kirkens indre
Kirkens indre er bygningsmæssigt ændret omkring 1500 ved indbygning af det ottedelte hvælv i koret og ombygning af korbuen med munkesten. Ellers er det flade træloft bevaret, senest er bjælkerne udskiftet 1833 med ”pommerske bjælker” af fyrretræ. Indskåret i en af de midterste bjælker er ”Bygt 1833” og dette henviser altså til loftet. Kirken er gennemgribende restaureret 1957.

### Kalkmalerier
Under kirkens restaureringer er fundet kalkmalerier på hvælv og vægge fra flere perioder. Alt er dog kalket over igen, bortset fra panelmaleriet ved opgangen til prædikestolen (triumfvæggen). I våbenhuset er en malet indskrift med formaning imod højrøstet snakken og sladder under kirkegangen.

### Inventar
Alterpartiet er udført af kunstneren Peter Brandes i 2016. Støbt ind i bronzealterbordet er tre figurer: Kristus i midten og ved hans side to mindre figurer, jomfru Maria og apostlen Johannes. Alterbordets forside er præget med tolv felter. Alterbordet skjuler et middelalderligt stenalter – et muret kampestensbord, hvori man ved nedrivningen i 1878 fandt en romansk kalksten med relikviegemme og tilhørende dæksten, der nu
opbevares på Nationalmuseet. Knæfaldet er i jern med indlagte gyldne symboler, der peger hen på kornet og druerne og dermed på nadverelementerne. Over alterbordet rejser sig et gyldent alter. Det er støbt i bronze og belagt med bladguld. Indholdsmæssigt er altertavlen delt i fire bånd. Det nederste har som sit element vand - fra døbefontens vand til venstre over fortællingen om Jesus, der stilner stormen på søen og Kristus, der går på vandet - og til højre tårer eller bloddråber over alterkalken. Det andet bånd skildrer tre undere: Fra venstre den spedalske, der helbredes, Lazarus' opvækkelse i evighedens symbol, det liggende ottetal. Endelig til høje den blindfødte, der bliver seende. Det tredje bånd har til venstre situationen "Noli me tangere" og dernæst de to disciple, der møder den opstandne Kristus på vej til Emmaus. Til højre Thomas, Tvivleren, der stikker sin finger i Kristi sår. Det øverste bånd, der har solen og himmelhvælvingen gemt i sig, viser forklarelsen på bjerget, hvor Kristus med tre disciple går til bjergets top og møder Elias og Moses. Endelig peger lyset frem mod pinsens budskab om Helligåndens uhåndgribelige tilstedeværelse. Ved restaureringen i 2016 er farvesætningen af orgelets træværk, bænke og loft udført af kunstneren Maja Lisa Engelhardt.
Altertavlen fra ca. 1610 er nu placeret i tårnrummet. Den er formentlig udført af snedker Kristen Spend i Lemvig. Storfeltets maleri Getsemane fra 1873 skyldes C.A. Schleisner (1810-1882). Topmalerierne er udført af Johs. Malling under tavlens restaurering i 1916.
Prædikestolen fra omkring 1625 tilskrives også snedker Spend, Lemvig. Sit nuværende udseende fik stolen ved restaureringen 1916.
Kirkekisten i koret er fra o. 1500. Den blev solgt på auktion i 1876 og har stået på Aunsbjerg ved Viborg 1918-2000, hvor kirken købte den tilbage og istandsatte den.
Krucifikset på nordvæggen kan dateres til ca. 1300 og er skåret af en udhulet egestamme. Det har tidligere hængt i eller over korbuen på et kors. Sin nuværende placering fik det 1988 efter restaurering på Nationalmuseet. Bemalingen er fra 1800-tallet, hvor der også skete en fornyelse af fødderne. Den ene af disse eksisterer stadig, fæstnet i figurens bagsidehulning. En oprindelig kongekrone er tidligt groft nedskåret og ændret til en tornekrone.Figuren på nordvæggen ved indgangsdøren stammer fra et tidligere alter og er fra o. 1500. Det er traditionelt opfattet som en Mariafigur, men der er også stærke indicier for, at figuren forestiller Katharina af Alexandria, en helgen og martyr fra det 4. århundrede, der i den romersk-katolske kirke hædres som en af "de 14 hellige hjælpere".
Orgelet fra 1983 har 16 stemmer og er bygget af P. Bruhn & Søn, Årslev.
Fuldriggeren ”Haabet” fra 1945 er udført af matros A. Wrisberg Juul Hansen og ophængt midt i kirkens skib.

## Kirkegården
Gravstenen øst for våbenhuset er minde for sognepræst Thomas Bergh (1692-1743). Desuden findes en række karakteristiske gravminder, samlet i grupper på kirkegården. Mod syd findes et muret gravkammer, indrettet o. 1921 for Ole Futtrup, som hviler inderst i en zinkkiste med vindue, som han fik indsat af frygt for skindødhed.

## Sagn
Sognepræst Christian Bruun gengiver i sin indberetning til biskoppen 1766 flg.: ”Ved juletid i måneskin hundrede år forinden gik 30 karle og piger ind på kirkegården sydvest for kirken, og mens de løb i kreds, sang de en sang ”sol, måne, planeter og stjerner til trods.” En karl blev stående uden for kirkediget, og da de dansende tegnede til at synke i jorden, reddede han i hast sin kæreste, før alle blev opslugt. Jorden gav sig så meget under karlen og hans pige, at der endnu var et utilgroet spor fra de dansendes kreds til kirkeristen.”

## Sognet
Nørre Nissum Sogn, Lemvig Provsti, Viborg Stift har små 2000 indbyggere. Præstegården lå tidligere ca. 1 km syd for kirken, idet kirken og al jord omkring den ejedes af Kongensgård. Først i 1925 overgik kirken til selveje. Vækkelserne sidst i 1800-tallet har sat sig dybe spor i sognet. Sognepræst Adolph Lauritz Hansen (født 12. september 1856 i Borup) stiftede nemlig her Danmarks første højskole knyttet til Indre Mission i 1887 og i 1892 Vestjyllands første seminarium. Højskolen flyttede 1923 op på bakken ved kirken og er nu efterskole. Siden opstod flere skoler: Den jyske Pensionisthøjskole – nu SeniorHøjskolen – 1971, Kongensgård Landbrugsskole 1977 – nu efterskole og Fenskær Efterskole, 1987.

## Eksterne kilder og henvisninger
- Nørre Nissum Kirke hos KortTilKirken.dk
- Nørre Nissum Kirke hos danmarkskirker.natmus.dk (Danmarks Kirker, Nationalmuseet)